# La estrella de Egipto
La estrella de Egipto es una revista musical española, estrenada en 1947. Cuenta con libreto de Adrián Ortega y música de Fernando Moraleda. De la misma es especialmente celebrado y recordado el pasodoble "El beso" -también llamado "La española cuando besa" o "El beso en España"- que, después de Celia Gámez, incorporaron numerosos artistas a su repertorio.

## Argumento
Las grandes estrellas de cine Jorge Blanquete y Amara del Río tienen un duro enfrentamiento profesional y sentimental cuando ruedan la película de época La estrella de Egipto. Ella decide abandonar el set. Los productores contratan a Estrella para sustituirla. Ésta debe hacerse pasar por la desaparecida Amara. Pero no tardarán en llegar los galanes Maurice y Prieto que claman, ambos, ser maridos de Estrella.

## Producción
Estrenada en el Teatro Alcázar de Madrid el 17 de septiembre de 1947. A partir del 12 de febrero de 1948 se representa en Barcelona, para volver a la capital de España en septiembre de 1948.
La cabeza de cartel correspondió a la vedette argentina Celia Gámez, acompañada del propio autor Adrián Ortega, Olvido Rodríguez, Pepe Bárcenas, Fernando Nogueras y Pepe Porres. Los decorados fueron obra del escenógrafo Sigfrido Burmann y la coreografía de Diego Larrios.

## Versiones
La comedia se ha adaptado a televisión en dos ocasiones. La primera, emitida por TVE el 22 de octubre de 1985, por Fernando García de la Vega en el espacio La comedia musical española, estuvo interpretada por Esperanza Roy (Estrella/Semiramis), Manuel Gallardo (Jorge), Francisco Cecilio, José María Pou, Ángel de Andrés y Valeriano Andrés.
La segunda también fue emitida por TVE el 2 de noviembre de 1995 en el espacio La Revista, contando en el elenco con Bárbara Rey, Andoni Ferreño, Alfonso Lusson y José Cerro.